# Igreja da Palma (Salvador)
A Igreja da Palma, também conhecida como Igreja de Nossa Senhora da Palma, localiza-se à Praça Ana Nery, s/n, Mouraria, Salvador/BA. Foi tombado pelo Iphan (Instituto do Patrimônio Histórico e Artístico Nacional) em 1938.

## História
A igreja e convento foram construídos sobre o "Monte das Palmas", uma das primeiras áreas de expansão da cidade, devendo-se a sua edificação, em 1630, a ex-voto feito pelo oficial português Bernardino da Cruz Arraes, que estivera enfermo ao chegar na Bahia. Segundo Afrânio Peixoto em seu "Breviário da Bahia",  Bernardino não chegou a cumprir, porém legou a seu irmão Dr. Ventura da Cruz Arrais, que herdou sua fortuna.

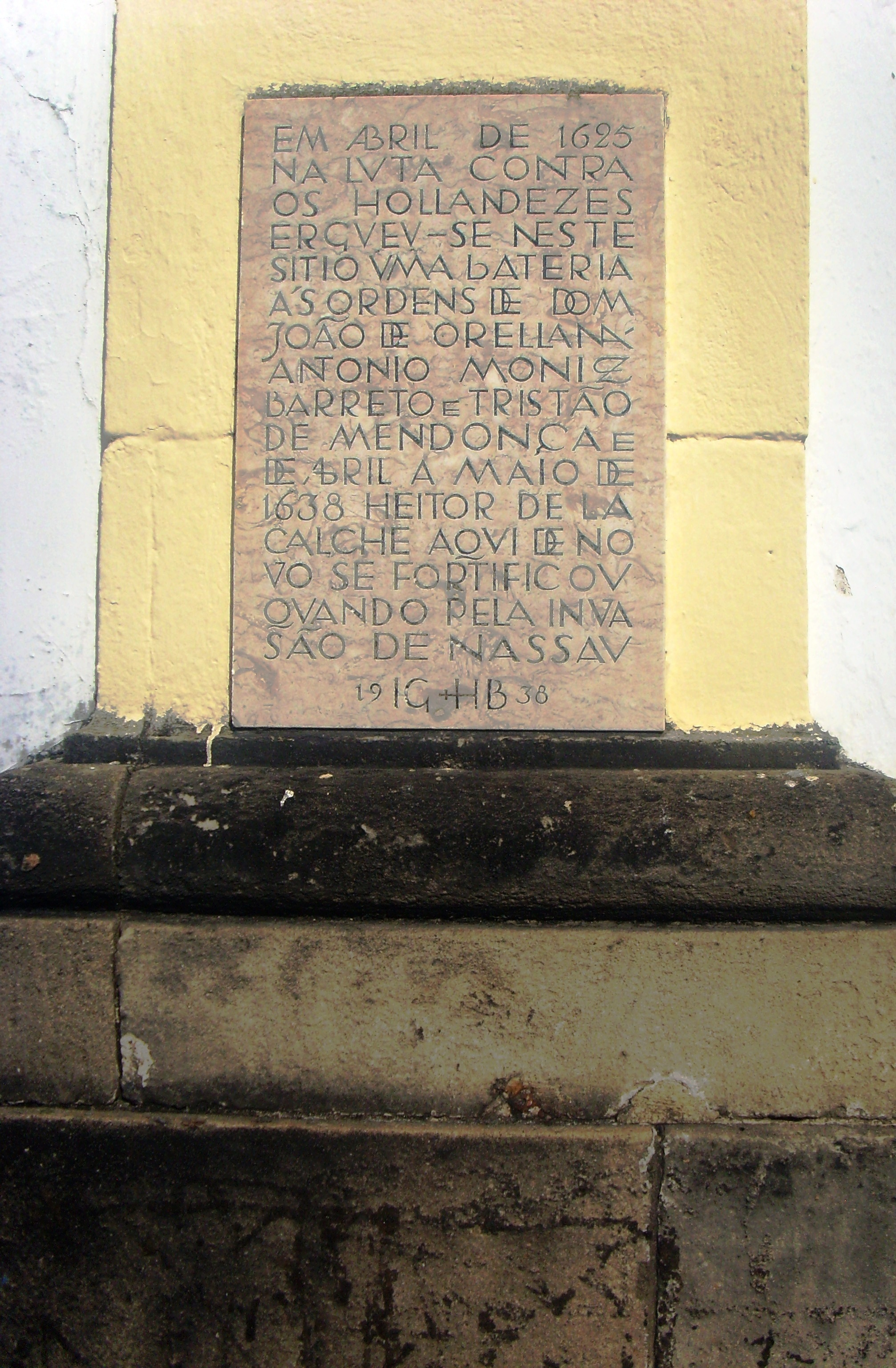
Placa comemorativa IGHB.

O convento, desenvolvido em torno de um pátio retangular, ladeado pela igreja, é iniciado em 1670, posterior à igreja que, nesta época, é ampliada. Pertencente à Ordem dos Agostinhos Descalços até 1778, quando o governador retirou os seus bens e transformou o local em hospital militar. É transferida à Irmandade do Senhor da Cruz, em 1822.
Uma placa epigráfica do Instituto Geográfico e Histórico da Bahia foi fixada na parte externa da igreja, à esquerda, com a seguinte inscrição: "Em abril de 1625, na luta contra os holandeses, ergueu-se neste sítio uma bateria às ordens de D. João de Orellana, Antonio Moniz Barretos Tristão de Mendonça e, de abril a maio de 1638, Heitor de la Calche, aqui de novo se fortificou quando da invasão de Nassau. I.G.H.B. - 1938".
Em 1976, algumas cenas do filme "Dona Flor e seus Dois Maridos" foram gravados dentro da igreja.
Em 2018, a Igreja e o Convento de Palma foram entregues à Fraternidade Samaritano Beneditinos que antes  estavam sob a gestão da Universidade Católica de Salvador (USCAL). A Fraternidade Samaritano Beneditinos já possui projeto para recuperação/restauração da igreja, que foi escrito por voluntários associados à Fraternidade, três restauradores, um arquiteto e uma museóloga. O objetivo é captar recursos nos próximos anos para seguir com o projeto.

## Arquitetura

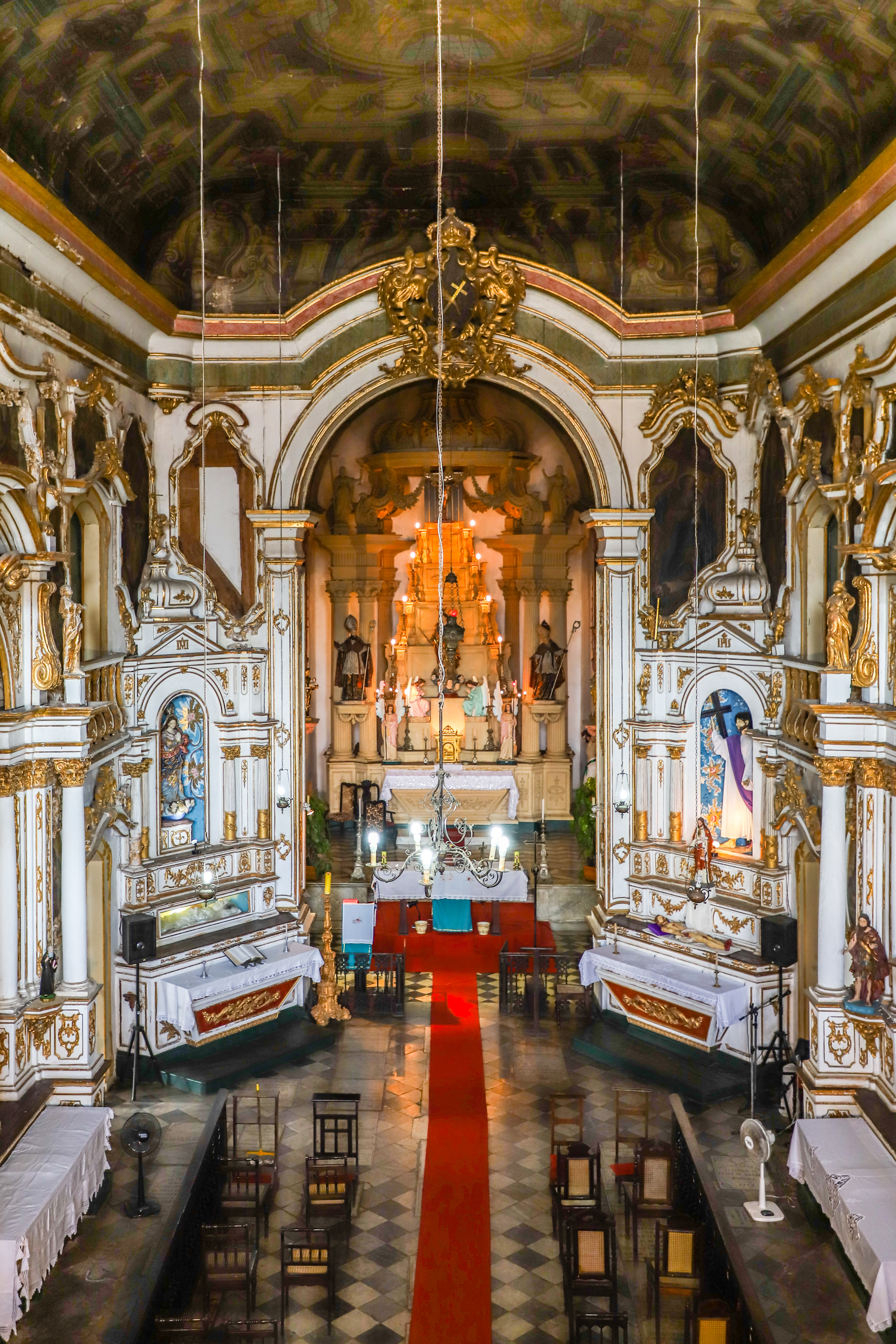
Nave Central e Altar

Acredita-se que a igreja atual, da segunda metade do século XVIII, obedece basicamente o partido primitivo, com algumas alterações. Com planta em "T", a igreja é formada por nave, sacristia subdividida e acrescidos corredores laterais e tribunas. A sua planta, assinada pelos engenheiros Miguel Pereira da Costa e Gaspar de Abreu, foi enviada para Portugal para aprovação.
A fachada tem elementos em estilo rococó, sua versão original tinha apenas uma porta na frente. A fachada atual é encimada por frontão com volutas e nicho, flanqueada por torre com terminação piramidal, revestida de azulejos. A torre foi erguida por volta de 1780.

O seu interior é uma transição do rococó e neoclássico, e o teto da nave possui pintura ilusionista barroca, atribuída a Veríssimo de Souza Freitas.